# Domanjševci
Domanjševci este o localitate din comuna Šalovci, Slovenia, cu o populație de 301 locuitori.